# Чепурной, Анатолий Григорьевич
Анатолий Григорьевич Чепурной (1 февраля 1941, село Дмитровка, теперь Шахтерского района Донецкой области — 12 сентября 1993, город Киев) — украинский деятель, председатель колхоза «Заря» Боровского района Харьковской области. Народный депутат Украины 1-го созыва, член Президиума Верховной Рады Украины.

## Биография
Родился в крестьянской семье.
В 1958-1959 годах — водитель совхоза «Снежнянский» Сталинской (ныне — Донецкой) области.
В 1959-1964 гг. — студент Днепропетровского сельскохозяйственного института, ученый агроном.
В 1964-1966 годах — служба в Советской армии.
В 1966-1967 годах — инструктор, 1-й секретарь Магдалиновского районного комитета ЛКСМУ Днепропетровской области.
В 1967-1969 годах — главный агроном колхоза имени Петровского Магдалиновского района Днепропетровской области.
В 1969-1971 годах — председатель колхоза «Дружба» Магдалиновского района Днепропетровской области.
В 1971-1974 годах — главный агроном колхоза имени Шевченко Боровского района Харьковской области.
В 1974-1977 годах — главный агроном совхоза «20-летие Октября» Боровского района Харьковской области.
Член КПСС с 1977 по 1991 год.
В 1977-1992 годах — председатель колхоза «Заря» Боровского района Харьковской области. В 1992-1993 годах — почетный председатель колхоза «Заря» Боровского района Харьковской области.
18.03.1990 избран народным депутатом Украины, 2-й тур 52,86 % голосов, 6 претендентов. Входил в группы «Аграрии». Председатель постоянной Комиссии ВР Украины по вопросам агропромышленного комплекса, член Президиума Верховной Рады Украины.

## Награды и звания
- заслуженный работник сельского хозяйства УССР